# 책임
| |
| 형법 刑法 |
| 형법학 · 범죄 · 형벌 죄형법정주의 |
| 범죄론 |
| 구성요건 · 실행행위 · 부작위범 간접정범 · 미수범 · 기수범 · 중지범 불능범 · 상당인과관계 고의 · 고의범 · 착오 과실 · 과실범 공범 · 정범 · 공동정범 공모공동정범 · 교사범 · 방조범 |
| 항변 |
| 위법성조각사유 · 위법성 · 책임 · 책임주의 책임능력 · 심신상실 · 심신미약 · 정당행위 · 정당방위 · 긴급피난 · 오상방위 · 과잉방위 · 강요된 행위                                     |
| 죄수 |
| 상상적 경합 · 연속범 · 병합죄 |
| 형벌론 |
| 사형 · 징역 · 금고 벌금 · 구류 · 과료 · 몰수 법정형 · 처단형 · 선고형 자수 · 작량감경 · 집행유예                                                                                  |
| 대인범죄 |
| 보통살인죄 · 존속살해죄 · 자살교사·방조죄 |
| 촉탁승낙살인죄 · 영아살해죄 · 낙태죄 |
| 상관살해죄 |
| 폭행죄 · 상해치사죄 · 절도죄 |
| 성범죄 · 성매매알선 · 강간죄 |
| 유괴 · 과실치사상죄 · |
| 대물범죄 |
| 손괴죄 · 방화죄 |
| 절도죄 · 강도죄 · 사기죄 |
| 사법절차 방해죄 |
| 공무집행방해죄 · 뇌물죄 |
| 위증죄 · 배임죄 |
| 미완의 범죄 |
| 시도 · 모의 · 공모 |
| 형법적 항변 |
| 자동증, 음주 & 착오 |
| 정신 이상 · 한정책임능력 |
| 강박 · 필요 |
| 도발 · 정당방위 |
| 다른 7법 영역 |
| 헌법 · 민법 · 형법 |
| 민사소송법 · 형사소송법 · 행정법 |
| 포털: 법 · 법철학 · 형사정책 |
| v • d • e • h |

책임(責任)은 사회학적 또는 법학적 용어이다. 법학에서 책임은 비난가능성(非難可能性)이라고 말한다.

## 법학적 책임
법률적 책임으로서는, 넓은 뜻으로는 법률상의 불이익(不利益) 또는 제재가 지워지는 것을 가리키고, 좁은 뜻으로는 위법행위를 한 자에 대한 법률적 제재를 의미한다. 형사책임과 민사책임으로 나뉜다.

### 형법상의 책임
책임(責任)이란 위법한 행위에 대하여 행위자를 개인적으로 비난할 수 있느냐라는 문제를 말하며, 특히 형벌에는 '책임없으면 형벌없다'는 책임주의가 적용되고 있다. 책임판단의 대상은 의사와 의사에 의하여 실현된 행위로서 책임은 의사주의이며, 의사형성의 비난가능성을 의미한다.
행위자가 합법(合法)을 결의하여 행동할 수 있었음에도 불구하고 불법을 결의하고 위법하게 행위하였다는 것에 대하여 위법성의 인식 비난이 가하여지게 된다. 형법에 있어서 행위자의 책임문제는 행위의 위법성이 확정된 후에 비로소 제기되는 문제이다. 즉, 책임 없는 불법은 있을 수 있지만, 불법 없는 형사책임은 생각할 여지가 없는 것이다. 그러므로 책임은 그 기초로서 불법의 존재를 필요로 한다.

#### 미필적 고의
미필적 고의(未必的故意)란 조건부 고의라고도 하며, 결과의 발생 자체가 불확실한 경우를 말한다. 미필적 고의, 즉 행위자가 구성요건적 결과의 발생 가능성을 예견하고 행위한 경우를 말한다. 예를 들어 미필적 고의는 甲이 乙을 살해할 의사는 없었으나 재물을 강취하기 위하여 乙의 목을 졸라 乙이 사망할 수도 있다고 생각하였지만 계속 목을 졸라 乙을 살해한 경우, 甲의 살인죄의 고의를 인정하는 것이다.

#### 법률의 착오
법률의 착오(法律－錯誤)란 사실의 인식은 있으나 위법성을 인식하지 못한 경우를 말한다. 자기가 무엇을 하는가는 인식하였으나 그것이 허용된다고 오인한 경우가 법률의 착오이며, 위법성에 대한 착오 또는 금지의 착오라고 할 수 있다. 법률의 착오는 직접적 착오와 간접적 착오 두 가지 형태로 나누어 볼 수 있는데, 직접적 착오는 행위자가 금지규범을 인식하지 못하여 그 행위가 허용된다고 오인한 경우를 말하고, 간접적 착오는 행위자가 금지된 것을 인식하였으나 구체적인 경우에 위법성 조각사유의 법적 한계를 오해하였거나 위법성 조각사유가 존재하는 것으로 오인하여 위법성을 조각하는 반대규범이 존재하는 것으로 착오한 때를 말한다.

#### 사실의 착오
사실의 착오(事實－錯誤)란 사실의 착오란 행위자가 행위자에 법적 구성요건에 속한 상황을 인식하지 못한 것을 말한다. 예를 들어 멧돼지라고 생각하고 돌을 던졌는데 사람이 맞아 버린 것과 같은 경우로 사실 인식면에서의 착오, 즉 실제로 발생한 사실이 행위자가 생각하고 있었던 것과는 다른 경우를 말하는 것이다. 사실의 착오는 구성요건적 사실에 대한 인식이 없는 경우임을 요한다. 따라서 구성요건적 사실에 포함되지 않는 범죄의 동기·책임능력·처벌조각사유에 대한 착오는 사실의 착오가 될 수 없다. 사실의 착오와 관련해 형법은 가벼운 죄를 범하려고 했는데 무거운 죄의 결과가 발생했을 때는 되도록 가벼운 범죄의 벌칙으로 처벌토록 규정돼 있다(형법 제15조 제2항).

#### 업무상과실
업무상 과실(業務上過失)이란 업무종사자가 당해 업무의 성격상 또는 그 업무의 지위상 특별히 요구되는 주의의무를 게을리한 경우를 말하는 것으로 보통과실에 비해서 불법 및 책임이 가중되어 중하게 처벌받게 된다. 업무상 과실은 업무의 수행상 요구되는 주의의무를 태만히 함으로써 결과 발생을 예견하거나 회피하지 못한 경우에 해당된다. 업무는 사람이 사회생활에서 가지는 지위로서 계속적으로 종사하는 사무를 의미한다.

### 민사상의 책임
민사상의 책임(民事上 - 責任), 즉 민사책임이라 하면 계약, 부당이득, 불법행위, 사무관리로부터 생기는 민법상의 채무를 말하는 경우가 많다. 또한 책임을 채무와 구별하여 자기의 재산으로 변제를 하게 하는 것을 지칭하는 경우에도 쓰인다. 예를 들어, A가 B에게 돈을 빌려주고, C의 부동산에 저당권을 설정받은 경우, B는 A에 대하여 채무를 부담하는 동시에 자기의 재산에 관하여 부동산경매(강제경매) 등을 받는다는 의미에서 책임을 진다. 이에 대해, 물상보증인 C는 A에 대하여 채무를 지지는 않으나, 자기의 부동산을 강제 환가(담보권의 실행, 임의경매)당한다는 의미에서 A에 대하여 책임을 진다.
계약책임이란 당사자 사이에 체결된 계약을 책임의 기초로 구성하는 것을 말한다.

## 정치적 책임
정치적 책임은 정치가가 자기의 언동이나 직책의 결과에 대해 법적인 책임으로서가 아니라 도의적으로 져야 할 책임이다. 정치가는 법을 제정하는 것을 주요한 임무로 하고 있으므로 그 언동에 대해서는 법적 책임만을 지면 족한 행정관의 입장과는 다르다. 민주정치는 정치책임을 가능한 한 제도적으로 보장할 것을 목적으로 한다.

## 명언
- 악인에게 악에 대한 책임을 묻지 않는다면, 선인에게도 덕을 갖출 책임을 물을 수 없다.(아리스토텔레스)

## 같이 보기
- 기업의 사회적 책임
- 사회적 책임
- 단일 책임 원칙
- 의무